# Limnophora kamulaiensis
Limnophora kamulaiensis är en tvåvingeart som beskrevs av Shinonaga 2005. Limnophora kamulaiensis ingår i släktet Limnophora och familjen husflugor. Inga underarter finns listade i Catalogue of Life.